# Анна Чакветадзе
Анна Джамабуловна Чакветадзе (на руски: Анна Джамаловна Чакветадзе) е професионална руска тенисистка. Родена е в Москва в семейството на Джамбули, вечно пътуващият по турнири с нея баща, и Наталия, майката домакиня. Има и малък, и по нейните думи „красавец“, брат – 11 години по-късно родилият се Роман.
Докато расте, Анна свири на пиано. Един ден майка ѝ я завежда в един местен тенис клуб и всичко нататък е ясно. Първия си турнир играе, когато е на 12, но така и не свиква с пътуванията извън Русия, докато не навършва 14. Печели първия си турнир от веригата на ITF за девойки в Швеция. След това стига и до първия си и единствен финал от Големия шлем за девойки в Уимбълдън. За да опресни паметта ни, тя изрично припомня, че „успява да победи скорошната шампионка от Ролан Гарос '04 Анастасия Мискина още на дебюта си на турнир от Големия шлем“. Макар очевидно това да е голяма победа за нея, най-важното постижение в кариерата ѝ, разбира се, е купата на Москва, която тя грабва след 6 – 4, 6 – 4 на финала срещу Надя Петрова. Най-важно, защото „като рускиня и при това московчанка този турнир значи изключително много“. Казва, че с удоволствие би отнесла със себе си трофея от някой от турнирите на Големия шлем, защото „това е мечтата на всеки тенисист“.
Когато не е на корта, Анна обича да е със семейството и приятелите си, защото именно те „я държат здраво на земята“. Като всяко момиче, и тя обича да обикаля магазините, обожава цветята и по-точно розите. Казва, че разбира от футбол и спортни коли (най-вече Ферари). Шоколик. Фенка на Джони Деп, за когото казва, че е „един от най-добрите холивудски актьори“. Но когато си е вкъщи, предпочита руската музика и руските филми. Разбира се добре и със сънародничките си на корта, и най-вече с близката ѝ приятелка Елена Веснина.

## Върхове в турнирите на WTA Тур
| Легенда                  |
| Голям шлем (0)           |
| Шампионат на WTA Тур (0) |
| I категория (1)          |
| II категория (1)         |
| III категория (3)        |
| IV категория (1)         |

### Титли на сингъл (6)
| Титла № | Дата               | Турнир                | Настилка        | Противник на финала   | Резултат               |
| 1.      | 25 септември, 2006 | Гуанджоу, Китай       | твърда (открит) | Анабел Медина Гаригес | 6 – 3, 6 – 4           |
| 2.      | 15 октомври 2006   | Москва, Русия         | килим (закрит)  | Надя Петрова          | 6 – 4, 6 – 4           |
| 3.      | 12 януари 2007     | Хобарт, Австралия     | твърда (открит) | Василиса Бардина      | 6 – 3, 7 – 6(3)        |
| 4.      | 17 юни, 2007       | Хертогенбош, Холандия | трева (открит)  | Йелена Янкович        | 7 – 6(2), 3 – 6, 6 – 3 |
| 5.      | 22 юли, 2007       | Синсинати, САЩ        | твърда (открит) | Акико Моригами        | 6 – 1, 6 – 3           |
| 6.      | 29 юли, 2007       | Станфорд, САЩ         | твърда (открит) | Саня Мирза            | 6 – 3, 6 – 2           |

### Финалист на сингъл (0)
| Титла № | Дата | Турнир | Настилка | Противник на финала | Резултат |

### Полуфиналист на сингъл (6)
| Титла № | Дата              | Турнир            | Настилка        | Противник на финала | Резултат                               |
| 1.      | 27 август, 2005   | Ню Хейвън, САЩ    | твърда (открит) | Линдзи Дейвънпорт   | 3 – 6, 3 – 6                           |
| 2.      | 7 май, 2006       | Варшава, Полша    | клей (открит)   | Светлана Кузнецова  | 1 – 6, 1 – 6                           |
| 3.      | 20 август 2006    | Монреал, Канада   | твърда (открит) | Мартина Хингис      | 3 – 6, 1 – 3 и отказване за Чакветадзе |
| 4.      | 18 февруари, 2007 | Антверпен, Белгия | килим (закрит)  | Амели Моресмо       | 3 – 6, 6 – 3, 2 – 6                    |
| 5.      | 3 април 2007      | Маями, САЩ        | твърда (открит) | Жюстин Енен         | 2 – 6, 3 – 6                           |
| 6.      | 3 април 2007      | Сан Диего, САЩ    | твърда (открит) | Мария Шарапова      | 3 – 6, 2 – 6                           |
| 7.      | 9 септември, 2007 | Ю Ес Оупън, САЩ   | твърда (открит) | Светлана Кузнецова  | 6 – 3, 1 – 6, 1 – 6                    |

### Спечелени титли на двойки (0)
| финал № | дата | турнир | настилка | партньор | противници на финала | резултат |

### Загубени финали на двойки (3)
| финал № | дата               | турнир         | настилка        | партньор          | противници на финала                | резултат        |
| 1.      | 24 септември, 2006 | Пекин, Китай   | твърда (закрит) | Елена Веснина     | Вирхиния Руано Паскуал Паола Суарес | 2 – 6, 4 – 6    |
| 2.      | 29 юли, 2007       | Станфорд, САЩ  | твърда (открит) | Виктория Азаренка | Шахар Пеер Саня Мирза               | 4 – 6, 7 – 6(5) |
| 3.      | 5 август, 2007     | Сан Диего, САЩ | твърда (открит) | Виктория Азаренка | Лизел Хубер Кара Блек               | 5 – 7, 4 – 6    |

## Представяне на сингъл през годините
За да се предотврати двойно отичтане на резултатите, информацията в тази таблица се отчита само когато участието на участника в турнира е завършило. Последното събитие, отчетено в таблицата е Ю Ес Оупън '07, което приключи на 9 септември 2007.
| Турнир                        | 2004   | 2005    | 2006    | 2007   | СО през цялата кариерата | Победи-загуби през цялата кариера |
| ----------------------------- | ------ | ------- | ------- | ------ | ------------------------ | --------------------------------- |
| Аустрелиън Оупън              | НУ     | 2К      | 2К      | ЧФ     | 0 / 3                    | 6 – 3                             |
| Ролан Гарос                   | НУ     | 3К      | 2К      | ЧФ     | 0 / 3                    | 7 – 3                             |
| Уимбълдън                     | НУ     | 1К      | 3К      | 3К     | 0 / 3                    | 4 – 3                             |
| Ю Ес Оупън                    | 3К     | 3К      | 4К      | ПФ     | 0 / 4                    | 12 – 3                            |
| Титли от Големия шлем         | 0 / 1  | 0 / 4   | 0 / 4   | 0 / 4  | 0 / 13                   | -                                 |
| Победи-загуби на Големия шлем | 2 – 1  | 5 – 4   | 7 – 4   | 10 – 3 | —                        | 24 – 12                           |
| Шампионат на WTA Тур          | НУ     | НУ      | НУ      |        | 0/0                      | 0 – 0                             |
| Токио                         | НУ     | НУ      | НУ      | НУ     | 0/0                      | 0 – 0                             |
| Индиън Уелс                   | НУ     | 3К      | 4К      | 4К     | 0/3                      | 6 – 3                             |
| Маями                         | НУ     | 1К      | 4К      | ПФ     | 0/3                      | 7 – 3                             |
| Чарлстън                      | НУ     | НУ      | НУ      | НУ     | 0/0                      | 0 – 0                             |
| Берлин                        | НУ     | 1К      | 3К      | 2К     | 0/3                      | 3 – 3                             |
| Рим                           | НУ     | 2К      | 1К      | 3К     | 0/3                      | 2 – 3                             |
| Сан Диего                     | НУ     | ЧФ      | ЧФ      | ПФ     | —                        | 6 – 2                             |
| Монреал/Торонто               | НУ     | НУ      | ПФ      | 2К     | 0/2                      | 4 – 2                             |
| Москва                        | 1К     | 1К      | Т       |        | 1/3                      | 4 – 2                             |
| Цюрих                         | НУ     | 1К      | НУ      |        | 0/1                      | 0 – 1                             |
| Брой турнири, в които участва | 2      | 23      | 22      |        | -                        | 47                                |
| Достигнати финали             | 0      | 0       | 2       | 4      | -                        | 6                                 |
| Спечелени титли               | 0      | 0       | 2       | 4      | -                        | 6                                 |
| Общо победи-загуби            | 10 – 3 | 35 – 23 | 37 – 20 |        | -                        | 193 – 84                          |
| Класиране в края на годината  | 84     | 33      | 13      |        | -                        | -                                 |

- НУ = не участва в турнира
- Т = титла
- Ф = финал
- ПФ = полуфинал
- ЧФ = четвъртфинал
- 1К,2К,3К... = съответния кръг от надпреварата
- – = неясна все още информация поради продължаваща активна кариера
- СО = равносметка между броя на спечелените турнири и общо участията
- ГК = губи в квалификациите за турнира